# فلسطينيو المكسيك
فلسطينيو المكسيك أو المكسيكيون الفلسطينيون هم مواطنون مكسيكيون من أصل فلسطيني أو الفلسطينيون المقيمون في المكسيك. هناك ما يقرب من 13000 مكسيكي من أصل فلسطيني.

## التاريخ
بدأـت الهجرة الفلسطينية إلى المكسيك في منتصف القرن العشرين بسبب نقص الغذاء والمجاعات التي ضربت بلاد الشام واكتسب زخمًا اكبر في عام 1908 بعد حدوث ثورة تركيا الفتاة بسبب الخوف من تصاعد القومية التركية في الدولة العثمانية ثم حدثت موجة أخرى بعد الحرب العالمية الأولى بسبب تدهور الوضع الاقتصادي في فلسطين وتدمر الصناعة المحلية بسبب المنافسة مع الصناعة الأوروبية. في تلك الفترة هاجر حوالي 23000 مهاجر عربي إلى المكسيك دون التفريق بين جنسياتهم، وسجل بعض الفلسطينيون على أنهم ترك بسبب حملهم لجنسية الدولة العثمانية.

## مكسيكيون من أصل فلسطيني
- جبرائيل زيد  [لغات أخرى]‏، كاتب وشاعر ومفكر
- ياسر كورونا، لاعب كرة قدم محترف سابق.[6]